# JNR-Klasse 151
Der elektrische Triebwagen der Klasse 151 war ein Schnelltriebwagen der Japan Railways.

## Geschichte und Technik
Im Jahr 1958 war seine Reisegeschwindigkeit von 80 km/h auf der neu elektrifizierten Kapspurstrecke zwischen Tokio und Osaka bemerkenswert. Die Triebwagen wurden als Kodama-Expresszüge eingesetzt. Die 553 km lange Route wurde in 6 Stunden und 50 Minuten bewältigt. Eine Einheit bestanden aus acht voll klimatisierten Wagen mit einem kuppelartig erhöhten Lokführerstand an jedem Ende.
Die Fahrmotoren mit einer Stundenleistung von insgesamt 1550 kW (2077 PS) waren in den beiden Endwagen sowie im zweiten und siebenten Wagen untergebracht, die über Widerstands- und Zangenbremsen verfügten, die antriebslosen Mittelwagen hatten Scheibenbremsen. Die zulässige Höchstgeschwindigkeit lag bei 160 km/h, der Regeleinsatz erfolgte bei maximal 110 km/h.
Die Platzkapazität lag je Triebzug bei 425 Reisenden.
Die Triebzüge bildeten eines der Vorbilder für die Entwicklung der berühmten Shinkansen-Baureihe 0.

### Varianten

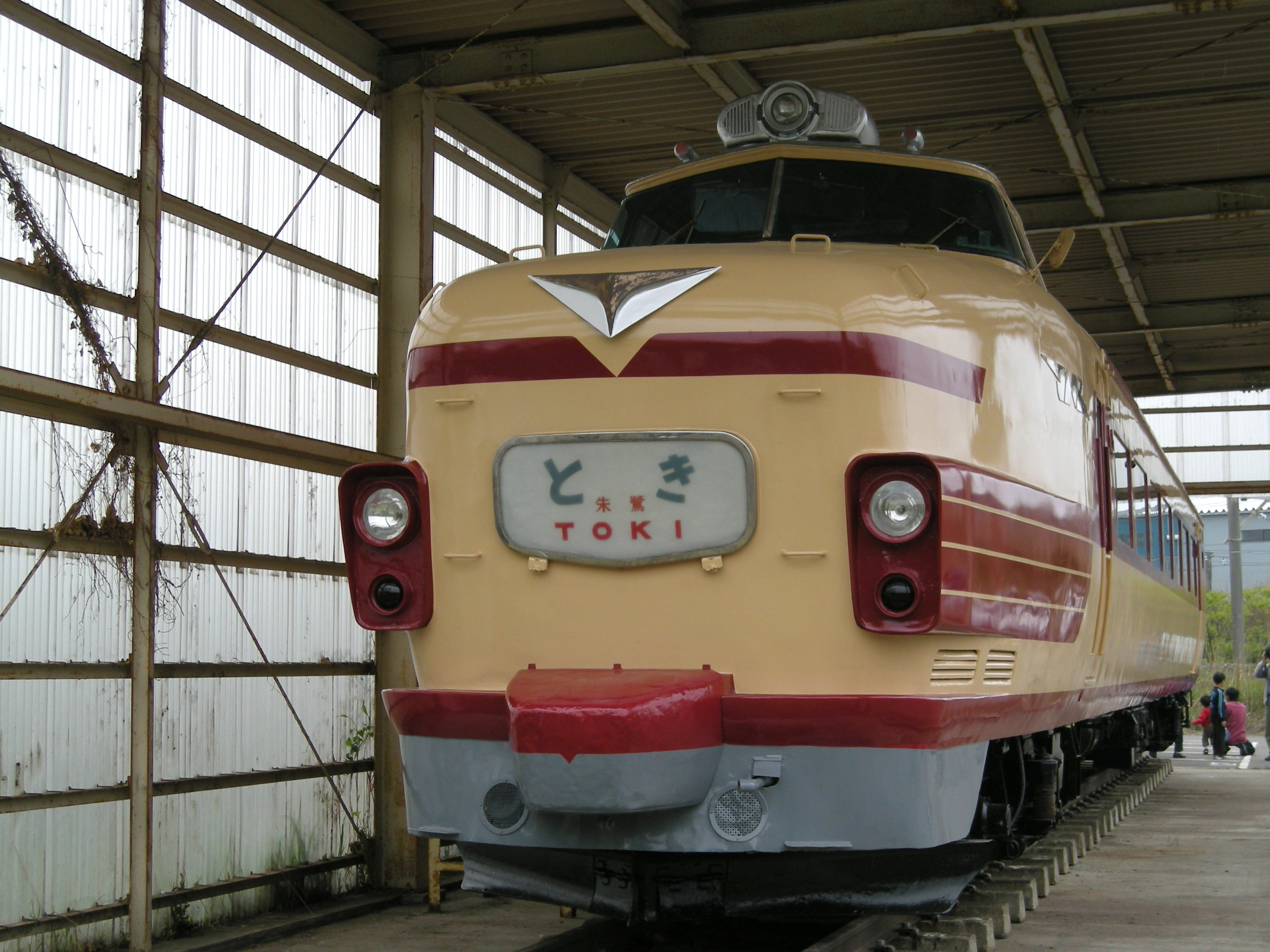
Museumsstück der Baureihe 181 der „Toki“-Linie nach Niigata

Neben der Serie 151 existierte zunächst noch die Bergstrecken-Variante 161 mit höherer Leistung. Nach Betriebsaufnahme des Tōkaidō-Shinkansen wurde in den 1960er-Jahren noch einmal eine modifizierte Serie 181 mit erneut erhöhter Leistung entwickelt; diese war auf der bergigen Strecke zwischen Tokio und Niigata im Einsatz, bis sie in den 1980ern durch den Jōetsu-Shinkansen obsolet wurde.

## Sonstiges
Als Reihe 481 wurden ähnlich aussehende Fahrzeuge für das Wechselstromnetz eingeordnet.